# Cuspirostrisornis houi
Cuspirostrisornis (грец.: «птах з гострим дзьобом».) — рід викопних птахів родини Avisauridae, з одним видом — Cuspirostrisornis houi, який деякими вченими вважається синонімом Cathayornis yandica. Відомий по одній знахідці з китайської провінції Ляонін. Датується раннім крейдяним періодом (120 млн років тому). Довжина тіла — 10 см, розмах крил — 30 см, розрахункова вага — 50 г.